# Résolution 1257 du Conseil de sécurité des Nations unies
Membres permanents
- Chine
- États-Unis
- France
- Royaume-Uni
- Russie

Membres non permanents
- Argentine
- Bahrain
- Brésil
- Canada
- Gabon
- Gambie
- Malaisie
- Namibie
- Pays-Bas
- Slovénie

Résolution no 1256 Résolution no 1258
La résolution 1257 du Conseil de sécurité des Nations Unies, adoptée à l'unanimité le 3 août 1999, après avoir rappelé les résolutions précédentes sur le Timor oriental (Timor Leste), en particulier la résolution 1246 (1999), a prorogé le mandat de la Mission des Nations Unies au Timor oriental (MINUTO) jusqu'à 30 septembre 1999.
Le Conseil de sécurité a noté que le Secrétaire général Kofi Annan avait décidé de reporter le référendum spécial sur l'autonomie du Timor oriental au 30 août 1999 pour des raisons techniques et a prolongé en conséquence le mandat de la MINUTO. Il a déclaré que « outre le retard pris dans le début de l'inscription des électeurs, la MINUTO avait besoin de plus de temps pour rassembler la liste des électeurs, la rendre publique et permettre une procédure d'appel ».

## Voir également
- Crise timorienne de 1999
- Force internationale pour le Timor oriental
- Occupation indonésienne du Timor oriental
- Administration transitoire des Nations Unies au Timor oriental